# Kilo 9
Kilo 9 es una localidad del municipio de Chambas, Ciego de Ávila, Cuba.

## Localización y límites
Está localizado al noreste de la Municipalidad de Chambas, en medio de una llanura de 35 km².

## Contexto geográfico
Hoy es un lugar inhóspito solamente ocupado por ganado vacuno y caballar. Algunos pueblos cercanos son; Kilo 12, Jucaral, Kilo 8, Ceiba, San Juan y La Teresa. Un pequeño río cruza cerca, Río Del Calvario (40 km) el cual corre desde La presa Virgil a la Laguna de La Leche (Morón).

## Economía local
Principalmente basado en la plantación de caña de azúcar, y en la ganadería.

## Historia
Kilo 9 es un pueblo pequeño en el centro norte de Cuba, 26 km de Morón, establecido alrededor de 1930 por el industrial azucarero Fallas -Gutiérrez cuando una línea ferroviaria de 18 kilómetros fue construida desde el Central Adelaida (Fallas) hasta el puerto de Chicola y por consiguiente Kilo 9 estaba en el medio de la travesía. 
Allí fue construida una grúa para transferir la caña de azúcar transportada en carretas tiradas por bueyes desde los cañaverales hacia los vagones de ferrocarril. Tomó el nombre de Kilo 9 debido a que la grúa estaba ubicada en el "Kilómetro número 9". Los primeros habitantes eran inmigrantes haitianos y jamaicanos que trabajaban en las plantaciones de la caña de azúcar. 
Durante el gobierno de Fidel Castro en 1964 se construyeron un centenar de casas modernas de madera. La electricidad llegó en 1967 y nueva maquinaria suplantó el sistema agrícola anterior incluyendo el reemplazo de la grúa por un moderno centro procesador de caña de azúcar (Centro de Acopio) movido por electricidad.

### Huracán
El pueblo de Kilo 9 fue devastado por el huracán Kate, el 20 de noviembre de 1985.
- Datos: Q6408102